# سفارة ألبانيا في السويد
سفارة ألبانيا في السويد هي أرفع تمثيل دبلوماسي لدولة ألبانيا لدى السويد. تقع السفارة في ستوكهولم وهي تهدف لتعزيز المصالح الألبانية في السويد.

## وصلات خارجية
- قائمة سفارات ألبانيا
- قائمة السفارات في السويد